# Charlie and the Chocolate Factory (Musical)

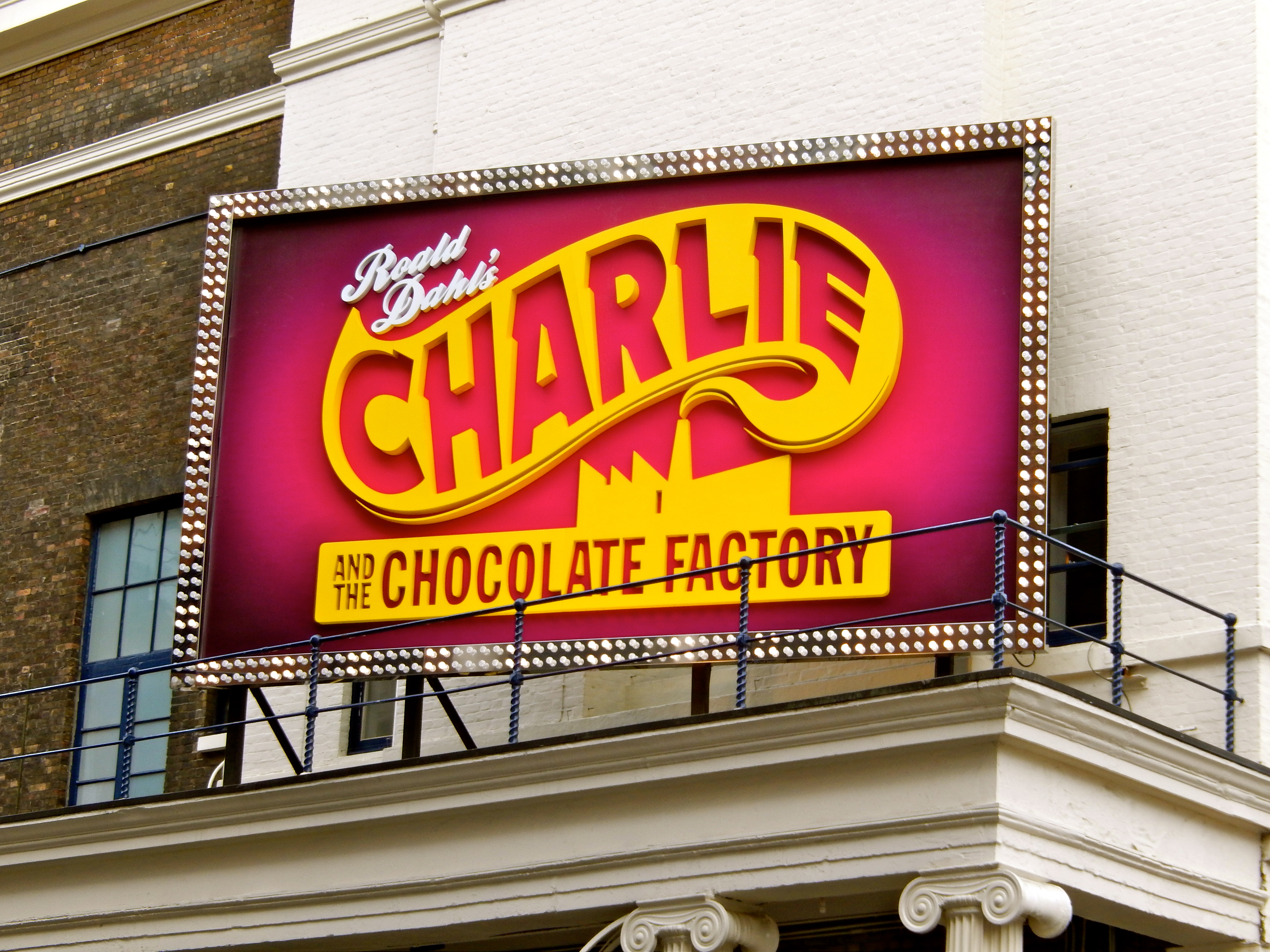
Ankündigung des Musicals am Theatre Royal Drury Lane in London (2013)

Charlie and the Chocolate Factory ist ein Musical aus dem Jahr 2013, das auf dem Kinderbuch Charlie und die Schokoladenfabrik von Roald Dahl basiert. Das Buch schrieb David Greig, die Liedtexte Scott Wittman und Marc Shaiman; die Musik komponierte Marc Shaiman. Regie führte Sam Mendes, die Choreografie entwickelte Peter Darling. Das Musical wurde am 25. Juni 2013 im Theatre Royal Drury Lane im Londoner West End uraufgeführt.

## Handlung
Charlie lebt mit seiner Familie in der Nähe der Schokoladenfabrik des berühmten Willy Wonka. Seine Familie ist jedoch so arm, dass er selbst sich keine Schokolade leisten kann. Als Willy Wonka fünf Tickets für eine Besichtigung seiner Schokoladenfabrik verlost, gewinnt Charlie eins davon. Gemeinsam mit vier anderen Kindern führt Willy Wonka ihn durch seine Fabrik. Eins nach dem anderen bringen sich die Kinder in gefährliche Situationen und müssen die Fabrik verlassen, bis nur noch Charlie übrig ist, der daraufhin von Willy Wonka zum Erben der Fabrik erklärt wird.

## Originalbesetzung
- Charlie Bucket: Jack Costello, Keir Edkins-O'Brien, Oliver Finnegan, Troy Tipple
- Augustus Gloop: Alexzander Griffiths, Dane Juler, Jenson Steele
- Veruca Salt: Matilda Belton, Tia Noakes, Scarlet Roche
- Violet Beauregarde: Lauren Halil, Jade Johnson, Mya Olaye
- Mike Teavee: Jay Heyman, Adam Mitchell, Luca Toomey
- Willy Wonka: Douglas Hodge
- Grandpa Joe: Nigel Planer
- Mr Salt: Clive Carter
- Mrs Gloop: Jasna Ivir
- Mr Beauregarde: Paul J Medford
- Mrs Teavee: Iris Roberts
- Grandpa George: Billy Boyle
- Grandma Josephine: Roni Page
- Grandma Georgina: Myra Sands
- Mrs Bucket: Alex Clatworthy
- Mr Bucket: Jack Shalloo
- Mr Teavee: Derek Hagen
- Mr Gloop: Joe Allen
- Oompa-Loompas: Antony Reed, Joe Allen, David Birch, Derek Hagen, Mireia Mambo Bokele, Nia Fisher, Clare Halse, Mark Iles, Daniel Ioannou, Kieran Jae, Natalie Moore-Williams, Sherrie Pennington, Damien Poole, Paul Saunders

## Kritiken
Charlie and the Chocolate Factory erhielt gemischte Kritiken. Während die Leistung des Darstellers Douglas Hodge als Willy Wonka und das spektakuläre Bühnenbild gelobt wurden, wurde die Buchadaption als langatmig und die Musik als uninspiriert bezeichnet. Viele Kritiken verglichen das Musical mit der Roald-Dahl-Adaption Matilda von Tim Minchin und Dennis Kelly, welche einhellig als bessere von beiden angesehen wird.
Roald Dahls Töchter Lucy und Ophelia besuchten die Premiere und urteilten, dass ihr Vater erfreut über die Adaption gewesen wäre.

## Nominierungen und Auszeichnungen
Bei den Laurence Olivier Awards 2014 gewann Mark Thompson die Auszeichnung für das beste Kostümdesign. Charlie and the Chocolate Factory war in sechs weiteren Kategorien nominiert, darunter Bestes neues Musical,
Bester Schauspieler (Douglas Hodge), Bester Nebendarsteller (Nigel Planer) und Choreografie (Peter Darling).